# Briefe an einen jungen Dichter

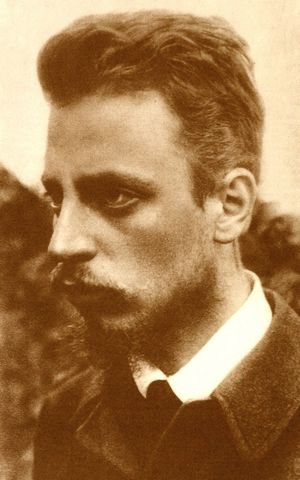
Der Autor der Briefe: Rainer Maria Rilke (1900)

Briefe an einen jungen Dichter ist eine Sammlung von Briefen Rainer Maria Rilkes, die 1929 im Insel Verlag als Nummer 406 der Insel-Bücherei erschien.

## Geschichte
Die Sammlung umfasst den Briefwechsel zwischen Franz Xaver Kappus und Rainer Maria Rilke aus den Jahren 1903 bis 1908.
Eine Auswahl von vier Briefen Rilkes wurde zu Ostern 1927 in einem Sonderheft der Zeitschrift Das Inselschiff mit dem Titel Dem Gedächtnis Rainer Maria Rilkes veröffentlicht. Es handelte sich um die Briefe vom 17. Februar 1903, 5. April 1903, 23. Dezember 1903 und vom 4. November 1904. Eine französische Ausgabe derselben Auswahl in der Übersetzung von Maurice Betz folgte ein halbes Jahr später im November 1927 in der neu gegründeten Zeitschrift Revue d'Allemagne.
Drei Jahre nach Rilkes Tod, 1929, wandte sich Kappus an dessen Tochter Ruth und übersandte ihr die Briefe einschließlich der restlichen, bisher unveröffentlichten. Sie wurden daraufhin von Ruth gemeinsam mit Rilkes Witwe Clara Westhoff mit einem Vorwort von Kappus herausgegeben. Die Briefe an einen jungen Dichter wurden aus der Veröffentlichung der übrigen Briefe ausgegliedert und diesen vorangestellt, weil sich die Herausgeberinnen erhofften, auf diesem Wege mehr Aufmerksamkeit für Rilkes moderne Haltung zur Orientierung im Leben zu erlangen, während sowohl der Kommunismus als auch der Nationalsozialismus an Boden gewannen. Die Texte grenzen sich von politischen Ideologien ebenso ab wie von der Religion. Damit sollten insbesondere junge Menschen angesprochen werden. Die Briefe an einen jungen Dichter wurden tatsächlich zu dem meistgelesenen Buch Rilkes.
Diese Ausgabe von 1929 ist klassisch geworden; sie wurde in viele Sprachen übersetzt.
Die originalen Briefe Rilkes wurden von Kappus bei einer Auktion im Jahr 1953 versteigert.  Die genauen Umstände des Geschäfts sind nicht mehr nachvollziehbar. Wahrscheinlich gelangten die Briefe durch den Verkauf über einen deutschen Verlag an einen amerikanischen Erwerber. Ihr Verbleib ist unbekannt. Die Briefe von Kappus sind hingegen – bis auf den ersten – im Original erhalten und zugänglich. Sie befinden sich im Bestand des Rilke-Archivs Gernsbach.
Im Jahr 2019 erschien im Wallstein Verlag die erste Ausgabe, die sowohl Kappus' Schreiben als auch Rilkes Erwiderungen in zeitlicher Folge wiedergibt und die damit die Lektüre des vollständigen Schriftwechsels ermöglicht, herausgegeben und kommentiert von Erich Unglaub.

## Inhalt
Die insgesamt zehn Briefe sind als Antworten an Franz Xaver Kappus verfasst. Dieser hatte sich hilfesuchend bezüglich seiner ersten literarischen Versuche an Rilke gewandt. Die Briefe entstanden in den Jahren 1903 bis 1908 an verschiedenen Orten Europas.
Rilke sieht davon ab, Kappus' Werke zu kritisieren. Vielmehr gibt er ihm persönliche Ratschläge und zeigt ihm auf, welch große Bandbreite an Themen das Leben bereithält.

## Die einzelnen Briefe
| Brief | Geschrieben in                  | Datum             | Quelle |
| ----- | ------------------------------- | ----------------- | ------ |
| 1.    | Paris                           | 17. Februar 1903  | Text   |
| 2.    | Viareggio                       | 5. April 1903     | Text   |
| 3.    | Viareggio                       | 23. April 1903    | Text   |
| 4.    | Worpswede                       | 16. Juli 1903     | Text   |
| 5.    | Rom                             | 29. Oktober 1903  | Text   |
| 6.    | Rom                             | 23. Dezember 1903 | Text   |
| 7.    | Rom                             | 14. Mai 1904      | Text   |
| 8.    | Borgeby gård (Flädie, Schweden) | 12. August 1904   | Text   |
| 9.    | Furuborg (Jonsered, Schweden)   | 4. November 1904  | Text   |
| 10.   | Paris                           | 26. Dezember 1908 | Text   |

## Ausgaben
- Rainer Maria Rilke: Briefe an einen jungen Dichter. In: Insel-Bücherei. Nr. 406. Insel, Leipzig 1929 (Einleitung von Franz Xaver Kappus).
- Rainer Maria Rilke: Briefe an einen jungen Dichter. In: Ulrich Baer (Hrsg.): Insel-Taschenbuch. Nr. 4682. Insel, Berlin 2019, ISBN 978-3-458-36382-8.
- Rainer Maria Rilke: Briefe an einen jungen Dichter. Mit den Briefen von Franz Xaver Kappus. Hrsg.: Erich Unglaub. Wallstein-Verlag, Göttingen 2019, ISBN 978-3-8353-3425-0.